# Феллина
Феллина (лат. Phelline) — род цветковых растений, выделяемый в самостоятельное семейство Феллиновые (Phellinaceae) порядка Астроцветные (Asterales). Содержит 14 видов.

## Ботаническое описание
Представители рода — вечнозелёные деревья и кустарники. Листья расположены очерёдно или в мутовках, часто сосредоточены на концах ветвей. Прилистники отсутствуют. Феллина — двудомное растение. Цветки с радиальной симметрией, собраны в кисти или метёлки. Некрупные чашелистики могут быть сросшимися у основания, разделяясь уже на стадии бутона. Небольшие лепестки не срастаются. Имеется 4-6 свободных фертильных тычинок. В женских цветках присутствуют стаминодии. 2-5 плодолистиков срастаются выше завязи. Плод — костянка. 

## Ареал
Феллина — эндемик Новой Каледонии.

## Таксономия
В роде Феллина различают 14 видов:
- Phelline balansae
- Phelline billardierei
- Phelline brachyphylla
- Phelline comosa
- Phelline confertifolia
- Phelline dumbeensis
- Phelline erubescens
- Phelline floribunda
- Phelline indivisa
- Phelline lucida
- Phelline macrophylla
- Phelline microcarpa
- Phelline robusta
- Phelline wagapensis